# España en los Juegos Olímpicos de Tokio 1964
España estuvo representada en los Juegos Olímpicos de Tokio 1964 por una delegación de 53 deportistas (50 hombres y 3 mujeres) que participaron en 9 deportes. El portador de la bandera en la ceremonia de apertura fue el jugador de hockey Eduardo Dualde.
Responsable del equipo olímpico fue el Comité Olímpico Español (COE), así como las federaciones deportivas nacionales de cada deporte con participación.
El equipo olímpico español no consiguió ninguna medalla en estos Juegos.

## Diplomas olímpicos
En estos Juegos como venía sucediendo desde los Juegos Olímpicos de Londres 1948 y como sucedería hasta los de Los Ángeles 1984 recibían diploma olímpico los atletas clasificados hasta el sexto puesto. En total se consiguieron 4 diplomas olímpicos en diversos deportes, de estos 1 correspondió a diploma de cuarto puesto, 2 de quinto y 1 de sexto.
| Nombre                      | Deporte             | Competición         | Fecha         |
| --------------------------- | ------------------- | ------------------- | ------------- |
| 4.°                         |                     |                     |               |
| Equipo                      | Hockey sobre hierba | Torneo masculino    | 23 de octubre |
| 5.°                         |                     |                     |               |
| Domingo Barrera Corpas      | Boxeo               | Súperligero (64 kg) | 11 de octubre |
| José Manuel López Rodríguez | Ciclismo en ruta    | Ruta                | 22 de octubre |
| 6.°                         |                     |                     |               |
| Luis Felipe Areta           | Atletismo           | Salto de longitud   | 18 de octubre |

## Participantes por deporte
De los 19 deportes (22 disciplinas) reconocidos por el COI en los Juegos Olímpicos de verano, se contó con representación española en 9 deportes (9 disciplinas). 
| N.º | Deporte                        | H  | M | T  |
| 1   | Atletismo                      | 6  | 0 | 6  |
| 2   | Baloncesto                     | 0  | – | 0  |
| 3   | Boxeo                          | 4  | – | 4  |
| 4   | Ciclismo en ruta               | 6  | – | 6  |
| 4   | Ciclismo en pista              | 0  | – | 0  |
| 5   | Esgrima                        | 0  | 0 | 0  |
| 6   | Fútbol                         | 0  | – | 0  |
| 7   | Gimnasia artística             | 0  | 0 | 0  |
| 8   | Halterofilia                   | 0  | – | 0  |
| 9   | Hípica                         | 3  | 0 | 3  |
| 10  | Hockey                         | 14 | – | 14 |
| 11  | Judo                           | 0  | – | 0  |
| 12  | Lucha                          | 1  | – | 1  |
| 13  | Natación                       | 8  | 3 | 11 |
| 13  | Saltos                         | 0  | 0 | 0  |
| 13  | Waterpolo                      | 0  | – | 0  |
| 14  | Pentatlón moderno              | 0  | – | 0  |
| 15  | Piragüismo en aguas tranquilas | 0  | 0 | 0  |
| 16  | Remo                           | 0  | – | 0  |
| 17  | Tiro                           | 7  | – | 7  |
| 18  | Vela                           | 1  | 0 | 1  |
| 19  | Voleibol                       | 0  | 0 | 0  |
|     | TOTAL                          | 50 | 3 | 53 |